# Parafia Lafayette
Parafia Lafayette (ang. Lafayette Parish) – parafia cywilna w stanie Luizjana w Stanach Zjednoczonych. Obszar całkowity parafii obejmuje powierzchnię 269,21 mil2 (697,25 km²). Według danych z 2010 r. parafia miała 221 578 mieszkańców. Parafia powstała w 17 stycznia 1823 roku i nosi imię Marie-Josepha de La Fayette, generała Armii Kontynentalnej w wojnie o niepodległość Stanów Zjednoczonych.

## Sąsiednie parafie
- Parafia St. Landry (północ)
- Parafia St. Martin (wschód)
- Parafia Iberia (południowy wschód)
- Parafia Vermilion (południe)
- Parafia Acadia (zachód)

## Miasta
- Broussard
- Carencro
- Lafayette
- Scott
- Youngsville

## CDP
- Milton
- Ossun